# أوغلسبي
أوغلسبي (إلينوي) (بالإنجليزية: Oglesby, Illinois) هي مدينة تقع في الولايات المتحدة في إلينوي. يقدر عدد سكانها بـ 3,791 نسمة .

## التركيبة السكانية
حدّد مكتب تعداد الولايات المتحدة بيانات التركيبة السكانية لأوغلسبي في تعداد الولايات المتحدة. في ما يلي، التركيبة السكانية حسب تعدادي 2000 و2010.

### تعداد عام 2000
بلغ عدد سكان أوغلسبي 3,647 نسمة بحسب تعداد عام 2000، وبلغ عدد الأسر 1,583 أسرة وعدد العائلات 1,017 عائلة مقيمة في المدينة. في حين سجلت الكثافة السكانية 282.1 نسمة لكل كيلومتر مربع (730.6/ميل2). وبلغ عدد الوحدات السكنية 1,701 وحدة بمتوسط كثافة قدره 131.6 لكل كيلومتر مربع (340.8/ميل2).
وتوزع التركيب العرقي للمدينة بنسبة 98.11% من البيض و0.44% من الأمريكيين الأفارقة و0.08% من الأمريكيين الأصليين و0.33% من الأمريكيين ذوي الأصول الآسيوية و0.36% من الأعراق الأخرى و0.69% من عرقين مختلطين أو أكثر و2.82% من الهسبانيون أو اللاتينيون من أي عرق.
بلغ عدد الأسر 1,583 أسرة كانت نسبة 29.1% منها لديها أطفال تحت سن الثامنة عشر تعيش معهم، وبلغت نسبة الأزواج القاطنين مع بعضهم البعض 51.6% من أصل المجموع الكلي للأسر، ونسبة 9% من الأسر كان لديها معيلات من الإناث دون وجود شريك، بينما كانت نسبة 3.7% من الأسر لديها معيلون من الذكور دون وجود شريكة وكانت نسبة 35.8% من غير العائلات. تألفت نسبة 31.5% من أصل جميع الأسر من عدة أفراد يعيشون في نفس المنزل ونسبة 18.3% كانت تتألف من شخص يعيش بمفرده يبلغ من العمر 65 عاماً أو أكثر. وبلغ متوسط حجم الأسرة المعيشية 2.29، أما متوسط حجم العائلات فبلغ 2.88.
بلغ العمر الوسطي للسكان 40.2 عاماً. وكانت نسبة 22.8% من القاطنين تحت سن الثامنة عشر، وكانت نسبة 7.2% بين الثامنة عشر والرابعة والعشرين عاماً، ونسبة 27.8% كانت واقعةً في الفئة العمرية ما بين الخامسة والعشرين والرابعة والأربعين عاماً، ونسبة 20.5% كانت ما بين الخامسة والأربعين والرابعة والستين، ونسبة 21.1% كانت ضمن فئة الخامسة والستين عاماً فما فوق. يوجد لكل 100 أنثى 91.0 ذكر، ويوجد لكل 100 أنثى في الثامنة عشر من عمرها فما فوق 90.7 ذكر.
بلغ متوسط دخل الأسرة في المدينة 35,000 دولارًا، أما متوسط دخل العائلة فبلغ 44,778 دولارًا. وكان متوسط دخل الذكور 36,875 دولارًا مقابل 20,331 دولارًا للإناث. وسجل دخل الفرد الخاص بالمدينة 18,674 دولارًا. وكانت نسبة 9.5% من العائلات ونسبة 10.1% من السكان تحت خط الفقر، وكان من هؤلاء نسبة 14.4% تحت سن الثامنة عشر ونسبة 6.9% في الخامسة والستين من العمر وما فوق.

### تعداد عام 2010
بلغ عدد سكان أوغلسبي 3,791 نسمة بحسب تعداد عام 2010، وبلغ عدد الأسر 1,599 أسرة وعدد العائلات 1,030 عائلة مقيمة في المدينة. في حين سجلت الكثافة السكانية 293.2 نسمة لكل كيلومتر مربع (759.4/ميل2). وبلغ عدد الوحدات السكنية 1,760 وحدة بمتوسط كثافة قدره 136.1 لكل كيلومتر مربع (352.5/ميل2).
وتوزع التركيب العرقي للمدينة بنسبة 95.70% من البيض و0.37% من الأمريكيين الأفارقة و0.13% من الأمريكيين الأصليين و0.74% من الأمريكيين ذوي الأصول الآسيوية و1.37% من الأعراق الأخرى و1.69% من عرقين مختلطين أو أكثر و6.52% من الهسبانيون أو اللاتينيون من أي عرق.
بلغ عدد الأسر 1,599 أسرة كانت نسبة 31.3% منها لديها أطفال تحت سن الثامنة عشر تعيش معهم، وبلغت نسبة الأزواج القاطنين مع بعضهم البعض 49.6% من أصل المجموع الكلي للأسر، ونسبة 10.1% من الأسر كان لديها معيلات من الإناث دون وجود شريك، بينما كانت نسبة 4.8% من الأسر لديها معيلون من الذكور دون وجود شريكة وكانت نسبة 35.6% من غير العائلات. تألفت نسبة 30.1% من أصل جميع الأسر من عدة أفراد يعيشون في نفس المنزل ونسبة 14.8% كانت تتألف من شخص يعيش بمفرده يبلغ من العمر 65 عاماً أو أكثر. وبلغ متوسط حجم الأسرة المعيشية 2.37، أما متوسط حجم العائلات فبلغ 2.95.
بلغ العمر الوسطي للسكان 39.4 عاماً. وكانت نسبة 24.2% من القاطنين تحت سن الثامنة عشر، وكانت نسبة 7.3% بين الثامنة عشر والرابعة والعشرين عاماً، ونسبة 25.2% كانت واقعةً في الفئة العمرية ما بين الخامسة والعشرين والرابعة والأربعين عاماً، ونسبة 25.8% كانت ما بين الخامسة والأربعين والرابعة والستين، ونسبة 17.5% كانت ضمن فئة الخامسة والستين عاماً فما فوق. وتوزع التركيب الجنسي للسكان بنسبة 48.4% ذكور و51.6% إناث.